# Minuskel 61
Minuskel 61 (in der Nummerierung nach Gregory-Aland), δ 603 (von Soden), auch als Codex Montfortianus bezeichnet, ist eine im frühen 16. Jhd. in England entstandene griechische Minuskelhandschrift aller 27 Bücher des Neuen Testaments.
Die Handschrift ist in der neutestamentlichen Textkritik vor allem für ihre Bezeugung des Comma Johanneums (einer Interpolation zur Bekräftigung der Trinitätslehre in 1. Joh 5,7-8 ) bekannt.

## Kodikologie

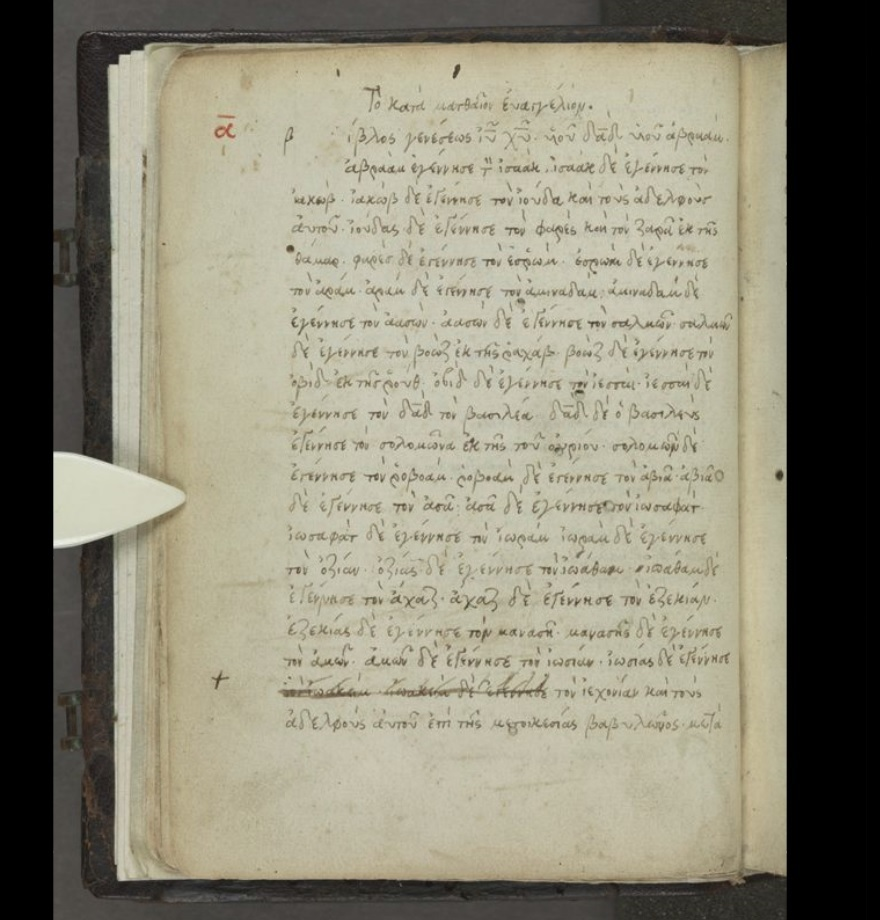
Der Beginn des Matthäusevangeliums in Minuskel 61

Der Kodex enthält den kompletten Text des griechischen Neuen Testaments in kursiver Minuskelschrift auf 455 relativ dicken Papierblättern in Oktavformat (15,8 cm × 12 cm). Er wurde einspaltig mit je 21 Zeilen geschrieben. Im Matthäusevangelium ist die Schrift kleiner als in den anderen Büchern. Die Seiten wurden mit Eiklar (oder einer ähnlichen Substanz) glasiert, um die Handschrift gegen Verwitterung beständiger zu machen. Besonders sichtbar ist es durch Spuren schmutziger Finger auf Folio 439r. Da diese Seite auch das seltene Comma Johanneum enthält, lässt sich dieses als Ursache des häufigen Aufschlagens und der daraus resultierenden Beschmutzung erschließen.
Die Handschrift enthält Prolegomena, κεφαλαια, τιτλοι, Bilder, Ammonianische Abschnitte, den Eusebischen Kanon, Unterschriften und στιχοι. Sie enthält einige Scholia des Arethas. An mehreren Stellen sind alternative Lesarten aus Erasmus’ Novum Instrumentum omne von 1516 als Randglossen hinzugefügt. Auf Folio 198v. findet sich die Überschrift „Jesus Maria Franziskus“ (ἰησοὺς μαρία φράνκισκος), ein damaliges Motto des Franziskanerordens.
Die Bücher sind in dieser Reihenfolge angeordnet:
- Evangelien
- Paulusbriefe (+ Hebräerbrief)
- Apostelgeschichte
- Katholische Briefe (Reihenfolge: Jakobus, Judas, 1–2 Petrus, 1–3 Johannes)
- Buch der Offenbarung[2]

Die Reihenfolge der Katholischen Briefe ist dabei wie in Minuskel 326.

## Text

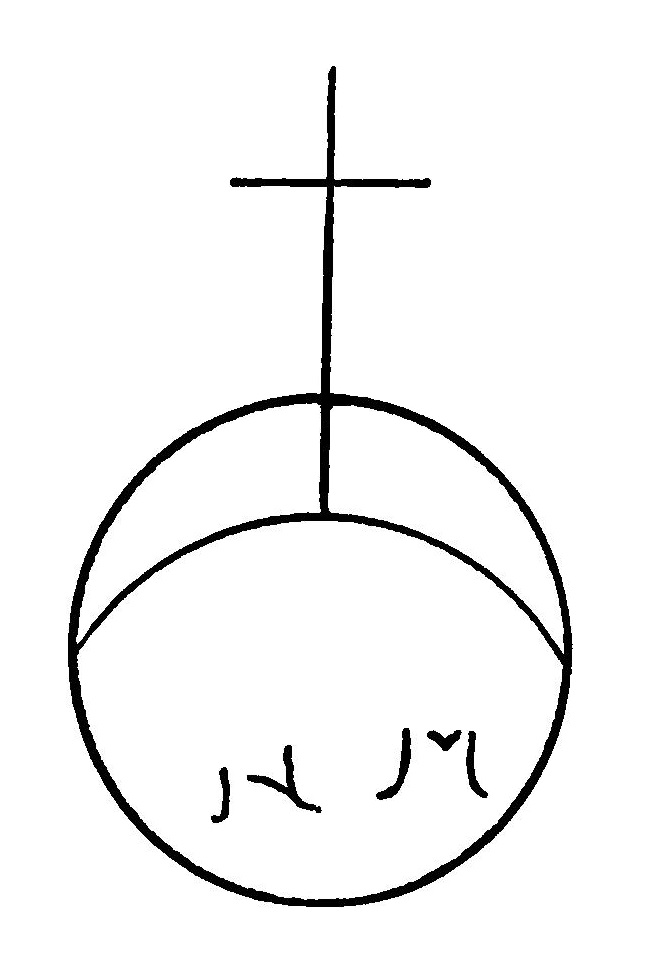
Das Wasserzeichen des Codex

Der Text der Evangelien und Apostelgeschichte repräsentiert den Byzantinischen Texttyp. Aland ordnete ihn in Kategorie V ein. Der Text in den restlichen Bücher des Neuen Testaments ist gemischten Texttyps. Aland ordnet diesen in Kategorie III ein. Die Handschrift ist an mehreren Stellen an den Text der Vulgata angepasst. So z. B. die Kapiteleinteilung im Markusevangelium. Die exakten Gründe für diese Anpassungen sind unklar. Die Handschrift verwendet Nomina sacra. Untersuchungen der eigenen Korrekturen des Schreibers im Text deuten darauf, dass er Textvorlagen durch direktes Abschreiben kopierte; nicht etwa durch Diktat in einem Skriptorium.
Die Evangelien weisen eine textuelle Nähe zu den Minuskeln 56 und 58 auf; als Vorlage diente jedoch wahrscheinlich nur 56. Die Apostelgeschichte, die Paulusbriefe und die Katholischen Briefe wurden von Minuskel 326 abgeschrieben und stimmen mit dieser im Wortlaut größtenteils überein. Jedoch weicht Minuskel 61 an mehreren Stellen von 326 zugunsten einer der Vulgata ähnlichen Lesart ab. Der Text der Johannesoffenbarung ist das Werk mehrerer Hände und wurde erst später in die Handschrift hinzugefügt. Er ist textuell sehr nah an Minuskel 69 und Codex Vaticanus Graecus 2066 (046). Als Vorlage diente jedoch nur Minuskel 69.

### Textuelle Nähe zu Minuskel 56 und Minuskel 58
- Lk 13,27: Hier lesen 56, 61 (& 71, 291, 692): „οὐκ οἶδα ὑμᾶς“[11]
- Joh 5,32: Hier lesen 56, 58, 61 (& 1424): „οἴδαμεν“ statt wie die meisten Handschriften „οἶδα“[11]

### Textuelle Nähe zu Minuskel 326
Folgende Textvarianten finden sich nur in Minuskel 61 und 326 (mit wenigen Ausnahmen auch in anderen Handschriften), weswegen man 326 als Vorlage von 61 sichern kann:
- Apg 10,45: Hier fügen beide hinzu: „[τοῦ θεοῦ καὶ] τοῦ ἁγίου πνεύματος“ (aber auch 1837)[12][3]
- Apg 13,48: Hier fügen beide hinzu: „ἐδόξαζον [τὸν θεὸν καὶ] τὸν λόγον τοῦ κυρίου“[3]
- Apg 14,19: Hier fügen beide hinzu: „Ἐπῆλθαν δὲ ἀπὸ [τὴς] Ἀντιοχείας καὶ Ἰκονίου Ἰουδαῖοι [καὶ διαλεγομένων αὐτῶν παρρησίᾳ ἀνέπεισαν] τοὺς ὄχλους [ἀποστῆναι αὐτῶν λέγοντες, ὅτι οὐδὲν ἀληθὲς λέγουσιν ἀλλὰ πάντα ψεύδονται], καὶ πείσαντες τοὺς ὄχλους καὶ λιθάσαντες τὸν Παῦλον ἔσυρον ἔξω τῆς πόλεως“[3]
- Apg 27,4: Hier fügen beide hinzu: „κἀκεῖθεν ἀναχθέντες ὑπεπλεύσαμεν τὴν Κύπρον διὰ τὸ [τοῖς τόποις] τοὺς ἀνέμους εἶναι ἐναντίους“[3]
- Apg 28,31: Hier fügen beide einen Abschnitt aus Mt 4,23 hinzu: „κηρύσσων τὴν βασιλείαν τοῦ Θεοῦ [καὶ θεραπεύων πᾶσαν νόσον] καὶ διδάσκων τὰ περὶ τοῦ Κυρίου“[3][13]
- 1. Joh 5,6: Hier fügen beide hinzu: „δι' ὕδατος καὶ αἵματος [καὶ πνεύματος ἁγίου]“ (aber auch 39 und 1837)[14]

### Textuelle Nähe zur Vulgata
An anderen Stellen (besonders im 1. Johannesbrief) weicht Minuskel 61 von 326 ab, entspricht in jenen Fällen aber den Lesarten der Vulgata, was sich als eindeutige Korrekturen (Interpolation) des Schreibers am griechischen Text feststellen lässt. Man spricht auch von einer „Latinisierung“:
- 1. Joh 1,6 (Sonderlesart): Hier liest die Handschrift „περιπατοῦμεν“ (Indikativ) statt wie alle anderen Textzeugen „περιπατῶμεν“ (Konjunktiv) und entspricht damit der Vulgata, welche ebenfalls „ambulamus“ im Indikativ liest.[3][15]
- 1. Joh 2,6: Es fehlt das Adverb „οὕτως“, wie in A, B, 5, 33, 436, 642, 1735, 2344, aber auch der Vulgata.[3][16]

- 1. Joh 5,6: Am Ende des Verses liest Minuskel 61 „ὅτι ὁ Χς ἐσιν ἀλήθεια“ statt wie die anderen Handschriften „ὅτι τὸ πνεῦμά ἐστιν ἡ ἀλήθεια“ und ist damit wohl an die Vulgata, welche „Christus est veritas“ liest, angepasst. Besonders auffällig ist hier das Fehlen eines Artikels („ἡ“) vor „ἀλήθεια“, was eindeutig auf eine Angleichung an das Lateinische deutet, da die lateinische Sprache keine Artikel kennt.[3][17]
- 1. Joh 5,20 (Sonderlesart): Hier liest die Handschrift „ὦμεν“ (Konjunktiv) statt wie alle anderen Textzeugen „ἐσμὲν“ (Indikativ) und entspricht damit der Vulgata, welche ebenfalls „simus“ im Konjunktiv liest.[3][18][19]

#### Comma Johanneum (1. Joh 5,7–8)
Die Handschrift enthält das Comma Johanneum in 1. Joh 5,7–8. Doch in der Minuskelhandschrift 326, welche im 1. Johannesbrief als Vorlage für Minuskel 61 diente, fehlt es. Auch hier wurde wohl der griechische Text (wie auch an anderen Stellen) an die Vulgata angepasst, zu welcher die Handschrift eine eindeutige Nähe pflegt. Damit gehört die Handschrift zusammen mit Minuskel 629 zu den einzigen beiden griechischen Handschriften, die das Comma im Haupttext enthalten (ohne es von einer gedruckten Ausgabe kopiert zu haben). Das Comma ist hier jedoch eine Sonderlesart und liest:
Minuskel 61 ὁτϊ τρεῖς εἰσιν οἱ μαρτϋροῦντ·¨ ἐν τῶ ουνω, πηρ, λογος, καί πνα αγῖον, καί οὗτοι οἱ τρεῖς εν εισϊ. καί τρεῖς εἰσιν οἱ μαρτϋροῦντ·¨ ἐν τῃ γῃ, πνα, ὑδωρ, καί αιμα.
Übersetzung: „Denn drei sind Zeugen im Himmel, Vater, Wort, und heiliger Geist, und diese drei sind eins. Und drei sind Zeugen in der Erde, Geist, Wasser und Blut.“
Das Fehlen der Artikel vor „π(ατ)ηρ“, „λογος“, „πν(εῦμ)α αγῖον“ in Vers 7 und vor „πν(εῦμ)α“, „ὑδωρ“ und „αιμα“ in Vers 8 deuten (wie auch schon in V. 6) auf eine Übersetzung aus dem Lateinischen. Nach der griechischen Grammatik müsste es aus stilistischen Gründen „ὁ π(ατ)ήρ“, „ὁ λόγος“ und „τὸ πν(εῦμ)α ἁγῖον“ heißen. Vor allem ist die Formulierung „ἐν τῃ γῃ“ stilistisch unpassend; die grammatikalisch bessere Formulierung verwendet die Präposition „ἐπί + Genitiv“ und müsste daher „ἐπί τὴς γῆς“ heißen. Dieser grobe Ausdruck lässt sich nur mit einer übertrieben wörtlichen Übersetzung des lateinischen „in terra“ erklären. Auch fehlt in V. 8 der letzte Satzteil „und diese drei sind eins“ (καὶ οἱ τρεῖς εἰς τὸ ἕν εἰσιν), was kennzeichnend für manche lateinischen Zeugen des CJ ist; z. B. Codex Monacensis 64 (itq) aus dem 7. Jahrhundert. Die Vorlage Minuskel 326 beinhaltet jedoch diesen Satz. Aus all diesen Indizien lässt sich schlussfolgern, dass das Comma Johanneum in Minuskel 61 zweifelsfrei von einer lateinischen Version übersetzt wurde und es sich somit um eine Interpolation am griechischen Text handelt.

### Textuelle Nähe zu Minuskel 69
Das Buch der Offenbarung  wurde erst ca. 1580 ergänzt. Die dort zu findende textuelle Nähe zu Minuskel 69 und die Tatsache, dass beide Manuskripte um diese Zeit (1582) William Chark gehört haben, lässt Minuskel 69 als Vorlage der Handschrift erschließen. Außerdem wurde in beiden Handschriften die Überschrift der Johannesoffenbarung von ein und derselben Hand mit roter Tinte geschrieben/ergänzt.
- Offb 3,3: Hier lesen beide „γνώσῃ“ statt wie die meisten Handschriften „γνῷς“[24]
- Offb 16,16: Hier lesen nur diese beiden „Μακεδδών“ statt wie die meisten Handschriften „Ἁρμαγεδών“[24]
- Offb 18,22: Nur in diesen beiden griechischen Handschriften (sonst nur Altarmenische Texte) fehlt der Abschnitt „καὶ πᾶς τεχνίτης πάσης τέχνης οὐ μὴ εὑρεθῇ ἐν σοὶ ἔτι“[24]
- Offb 19,17: Hier lesen beide (& u. A. 046) „ἐν φωνῇ“ statt wie die meisten Handschriften „φωνῇ“[24]

### Andere Textvarianten
- Mk 7,19: Hier liest die Handschrift (wahrscheinlich) „καθαρίζειν“ (sonst nur 152) statt wie die meisten Textzeugen „καθαρίζων“ oder „καθαρίζον“. Wegen schlechter Lesbarkeit ist dies jedoch nicht sicher. Die als Vorlage verwendete Minuskel 56 hatte ursprünglich „καθαρίζων“ stehen und wurde später zu „καθαρίζον“ korrigiert.[25]
- Apg 8,37: Übereinstimmend mit der Vulgata und Minuskel 326 fehlt der Vers vollständig.[3]
- Apg 16,38 (Sonderlesart): „τοῖς στρατιώταις οἱ ῥαβδοῦχοι τὰ ῥήματα ταῦτα· καὶ ἐφοβήθησαν ἀκούσαντες ὅτι Ῥωμαῖοί εἰσι“[11]
- Apg 24,6-8: Übereinstimmend mit der Vulgata und Minuskel 326 fehlt ein großer Abschnitt (einschließlich V. 7): „ὃς καὶ τὸ ἱερὸν ἐπείρασεν βεβηλῶσαι, ὃν καὶ ἐκρατήσαμεν, [καὶ κατά τὸν ἡμέτερον νόμον ἠθελήσαμεν κρίνειν, παρελθὼν δὲ Λυσίας ὁ χιλιαρχος μετὰ πολλῆς βίας ἐκ τῶν χειρῶν ἡμῶν ἀπήγαγε, κελεύσας τοὺς κατηγόρους αὐτοῦ ἔρχεσθαι ἐπὶ σέ·] παρ' οὗ δυνήσῃ αὐτὸς ἀνακρίνας περὶ πάντων τούτων ἐπιγνῶναι ὧν ἡμεῖς κατηγοροῦμεν αὐτοῦ.“[3]
- Jud 1: Hier liest das Manuskript (sonst nur 88 & 915) „ἐν Χριστῷ Ἰησοῦ τετηρημένοις“[11]
- Offb 2,13: Hier liest die Handschrift „καὶ ἐν ταῖς ἡμέραις ἐν αἷς“, wurde aber später in einer Randnotiz mit „ἐμαῖς“ (einem Druckfehler des Novum Testamentum omne) korrigiert.[9][26]

## Geschichte
Der Codex ist in seinem ursprünglichen Umfang (ohne der Johannesoffenbarung) franziskanischen Ursprungs und lässt sich wegen seiner konsequenten Punktation der Buchstaben „ι“ und „υ“ paläographisch frühestens auf das 15. Jahrhundert datieren. Auch das verwendete Papier entspricht dem 15. Jahrhundert. Ein Wasserzeichen im Manuskript lässt sich auf frühestens 1495 datieren. Die Handschrift muss auch nach Minuskel 56 (15. Jhd.) geschrieben worden sein, da diese ihre jüngste Vorlage ist. Die beiden heute bekannten Vorlagen für Montfortianus (Minuskel 56 und 326) waren frühestens erst 1502 zeitgleich in England: Minuskel 326 gelangte 1483 in die Bibliothek des Lincoln College in Oxford und bald darauf wurde 1502 Minuskel 56 in den Bestand aufgenommen. Somit lässt sich für die Datierung das Jahr 1502 als terminus post quem (der frühestmögliche Zeitpunkt) und das Lincoln College in Oxford als Entstehungsort erschließen.
Erasmus von Rotterdam dokumentierte und beschrieb 1521 unter dem Namen „Codex Britannicus“ eine latinisierende Handschrift aus England, die auch das CJ enthielt. Da in dem Konflikt um das Comma zwischen ihm und Edward Lee intensiv nach einem Handschriftenbeleg für das CJ gesucht worden ist und in England nur der „Codex Britannicus“ dokumentiert wurde, ist sehr stark davon auszugehen, dass es sich hierbei um Minuskel 61 gehandelt hat. Die notierten Lesarten aus Erasmus’ Novum Instrumentum omne in den Randglossen der Handschrift lassen jedoch nicht sicher auf eine Entstehung nach 1516 schließen, da diese mit einer anderen Tinte geschrieben und damit von einem Schreiber erst später ergänzt worden sein können. Hieraus lässt sich für den terminus ante quem (der spätestmögliche Zeitpunkt) das Jahr 1521 erschließen. Minuskel 61 (im ursprünglichen Umfang) muss daher im Zeitrahmen von 1502–1521 abgefasst worden sein.
Die Johannesoffenbarung war ursprünglich nicht im Manuskript enthalten und wurde erst nach 1582, mit Minuskel 69 als Vorlage, unter der Obhut von William Chark ergänzt.
Der Codex gehörte um 1550 einem Franziskaner namens „Bruder Froyke“, ab 1569 Thomas Clemet, ab 1582 William Chark und später Thomas Montfort, von dem sie den Namen trägt. Der anglikanische Erzbischof James Ussher ließ die Handschrift etwa 1652–1657 für Brian Wolton und seine Biblia Sacra Polyglotta (auch „Londoner Polyglotte“ genannt) vergleichen und vermachte sie spätestens kurz vor seinem Tod 1656 dem Trinity College in Dublin, wo sie sich bis heute (mit der Signatur Ms. 30) befindet.